# Coupe d'Europe des clubs (kayak-polo) 2008
Navigation
Édition précédente Édition suivante
La Coupe d'Europe des clubs 2008 s'est déroulée à Bologne, en Italie.

## Tableau des médailles
| Catégorie     | Médaille d'or          | Médaille d'argent              | Médaille de bronze                               |
| ------------- | ---------------------- | ------------------------------ | ------------------------------------------------ |
| Sénior Hommes | Deventer Canoe Club    | Pro Scogli Chiavari            | Base de loisirs de canoë-kayak de Condé-sur-Vire |
| Sénior Femmes | FOA Xclusive Liverpool | Canoë-Kayak Club de Saint Omer | Tarbes Auch Midi-Pyrénées                        |